# Schwürbitz
Schwürbitz ist seit 01.01.1978 ein Ortsteil der Gemeinde Michelau im oberfränkischen Landkreis Lichtenfels.

## Geographie
Das Pfarrdorf Schwürbitz liegt am Main, auf einer Höhe von 287 m ü. NHN und hat 1446 Einwohner (Stand: 30. Juni 2017).
Es liegt am nördlichsten Punkt des Mains.

## Geschichte
- 1057 die erste urkundliche Erwähnung findet sich in den Nekrologien, den Totengedenkbüchern, des Bamberger Doms. Dort ist unter dem 14. Februar, dem Totestag des vierten Bamberger Bischofs Adalbero, verzeichnet, dass dieser Oberhirte dem Domkapitel vier Malter Weizen "de Swuorbez" schenkte. Somit wird, vermutlich testamentarisch, eine Zuwendung ans Domkapitel, in Gestalt einer Getreidelieferung der genaue Tag für die erste Erwähnung festgeschrieben, der 14.02.1057.
- 1143 Domprost Eberhard stiftete dem Domkapitel den Ort Diepersdorf, östlich von Nürnberg. Dieses Gut tauschte das Domkapitel alsbald gegen Besitz in Schwürbitz
- 1180 Weitere indirekte Erwähnung, als „Sworbs sub monte cortze“. Bischof Otto II. gab den Mönchen des Klosters Langheim einen Platz am Fuße des Berges „Göritze“, der zum Stützpunkt des Klosters ausgebaut wurde.
- Die erste urkundliche Erwähnung war im Bamberger Domnekrolog (1285–1287) in einem Bericht über eine Tauscherwerb des Domstifts als „de Swrbez ... cum Swrbeze ... de Swrbeze“.[4]
- 1360 Im Besitzverzeichnis des Domkapitels heißt es über die Oblei Schwürbitz, sie bestehe aus: 14 "feoda rusticalia" - 14 Anwesen, die zu Walburgis, Michaelis, Weihnachten, Pfingsten je	28 Käse, zu Fastnacht 14 Hühner und an Ostern 350 Eier "Zins und Gült", also Steuern abzugeben hatten. Ein Zeichen dafür, dass damals schon reges Treiben und Bewirtschaftung herrscht.
- 1500 Ist gewiss, dass sich Swürbs zum Dorf entwickelt hat. 78 Steuerpflichtige zählte es.	Es vollzog sich der Wandel des Wortes Gorz in Goritz. Swürbs in Schwirwitz.
- 1570 	Erste vollständige Übersicht über Grund (stücke). Bischof (9), Domkapitel (21), Domherr Albert Schenk von Limpurg (20), Jacob von Redwitz aus Schmölz (12), Martin Wolf von Redwitz Wildenroth (8), Wilhelm von Redwitz Theisenorth (5) Paul von Schaumburg Strössendorf (5) und	die Kirchenstiftung Hl.-Grab-Kapelle Lettenreuth noch 2 zinspflichtige Anwesen.	Insgesamt also 82, die sich auf 7 Herren und Ganerben / Miteigentümer verteilten
- 1588 Die erste Dorfordnung entstand. Diese Jahreszahl ist am "Staana Haus" zu lesen. Das "steinerne Haus" wurde gegenüber dem Gemeindehäuschen errichtet, womit erwiesen wäre, dass Schwürbitz - an der Stelle des im Jahr 1725 errichteten Rathauses schon an selber Stelle einen Vorläufer gab. Dieser Zeit wird auch zugeschrieben, dass Steinmetze den Dorfbrunnen gefasst haben.
- 1648	Schwürbitz: 119 Lutheraner - 38 Katholiken  - Summe: 157
- 1716 	Eine zweite, verbesserte Dorfordnung entstand. Darin ist erstmalig von Schwirbitz die Rede. Vorh. Swirwitz.

Weidegrund ist weiterhin rar. Weshalb man vorschrieb, dass kein Einwohner mehr als zwey Hausbetzen haben sollte. Jedes Jahr soll ein Ganerbe "das praesidium der Gemeinde" haben. Zuziehende durften nichts vom Wagen laden, bevor sie nicht bezahlt hätten. 	
Ausgewiesene durften nicht zurück kommen. 						
Aus der erhaltenen Dorfordnung kann man zitieren: "... das in Schwirbitz zweyerley Glaubensgenossen existieren. Diese sollten für ihre Kinder einen Lehrer aufstellen, der sie im Glauben, in Pietät, Christenthum, Lesen, Schreiben und Rechnen wohl nformieret."
- 1725 Weil dafür die Voraussetzung geschaffen werden sollten, wird ein Schulhaus errichtet. Das spätere Rathaus. Man krönte es mit einem freundlichen Zwiebelturm, der das erste weithin sichtbare Zeichen der Ortschaft wurde. Eine Glocke wurde noch im gleichen Jahre "aufgehängt". 1726 folgte eine Glocke.
- 1742 wird von einer Frau Schumann in der "Mainstraße" die Nepomukstatue bestellt. Sie wurde abseits des Mains, also im sicheren Abstand zum Hochwasser, im selben Jahr errichtet.
- 1810 Ein wichtiges Jahr: Nachdem die Lehen / Häuser und Höfe mit einem Mal käuflich geworden waren wurde in diesem Jahr die Göritze in 50 gleiche Teile geteilt und an 50 Einwohner verkauft. Dadurch wurde das	Kernstück und unverwechselbare Merkmal von der Flur mit dem Dorf ganz verschmolzen. Den Einwohnern wurden damit das Heimatrecht zugesprochen. 1839 wird mit den 50 Görzteilen auch 50 Braurechte erteilt. Nur 19 Familien beteiligten sich am Erwerb des Brauhauses und sorgen für die laufende Instandhaltung.
- 1832 wird mit Johann Hofmann das erste Gemeindeoberhaupt gewählt. Quellen: Vortrag Prof. Dr. Günter Dippeld am 29.10.2005. Schrepfer - Broschüre 800 Jahre Schwürbitz am Main.
- 1840 betrug die Einwohnerzahl 960.[5]
- 1899 Weihe der Herz-Jesu-Kirche
- 1906 Hochwasserkatastrophe. Bruch des Dammes am Gruber Weiler
- 1927 wurde die evangelische Pfarrkirche eingeweiht.
- 1975 Schäden durch eine Windhose

Am 1. Januar 1978 wurde Schwürbitz in die Gemeinde Michelau in Oberfranken eingegliedert.
In Schwürbitz waren schon im 19. Jahrhundert beide Konfessionen stark vertreten. Im Jahr 1875 wohnten in dem Dorf 845 Katholiken und 315 Protestanten. Die Folge war, dass jede Konfession eine Schule und eine Kirche hatte.
Noch heute sind der katholische und der evangelische Friedhof durch eine Mauer getrennt.

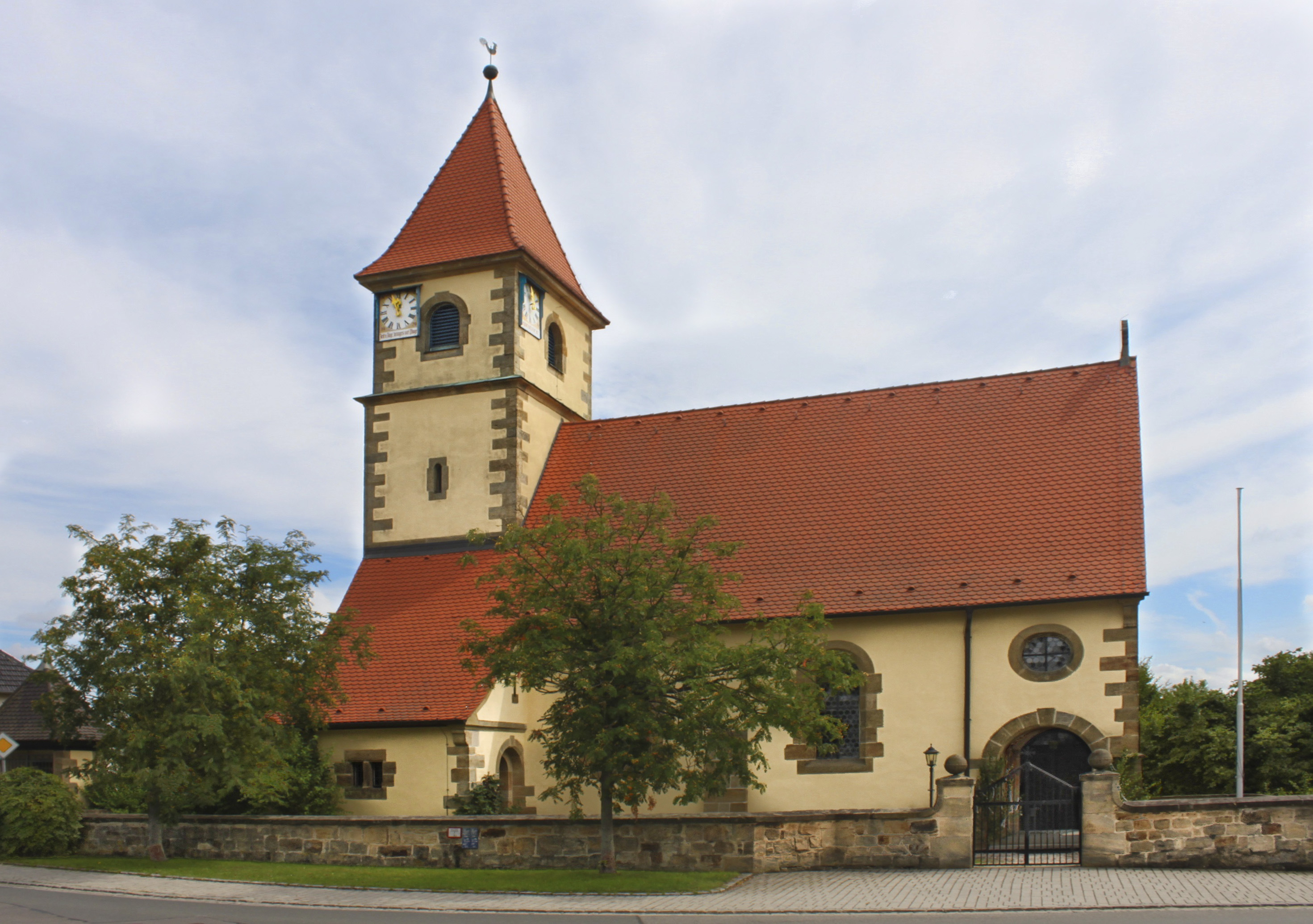
Evangelisch-lutherische Pfarrkirche
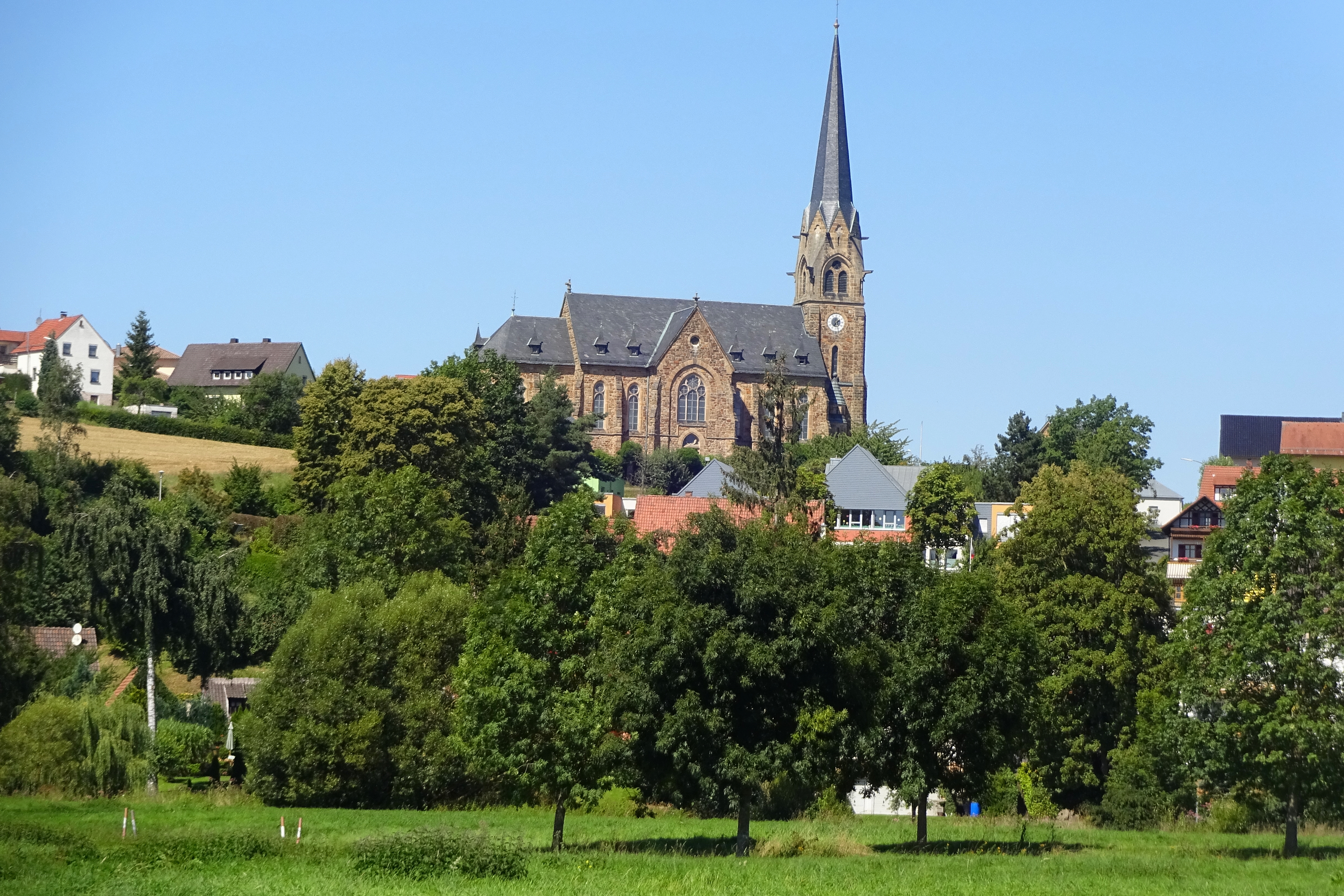
Katholische Pfarrkirche Herz Jesu
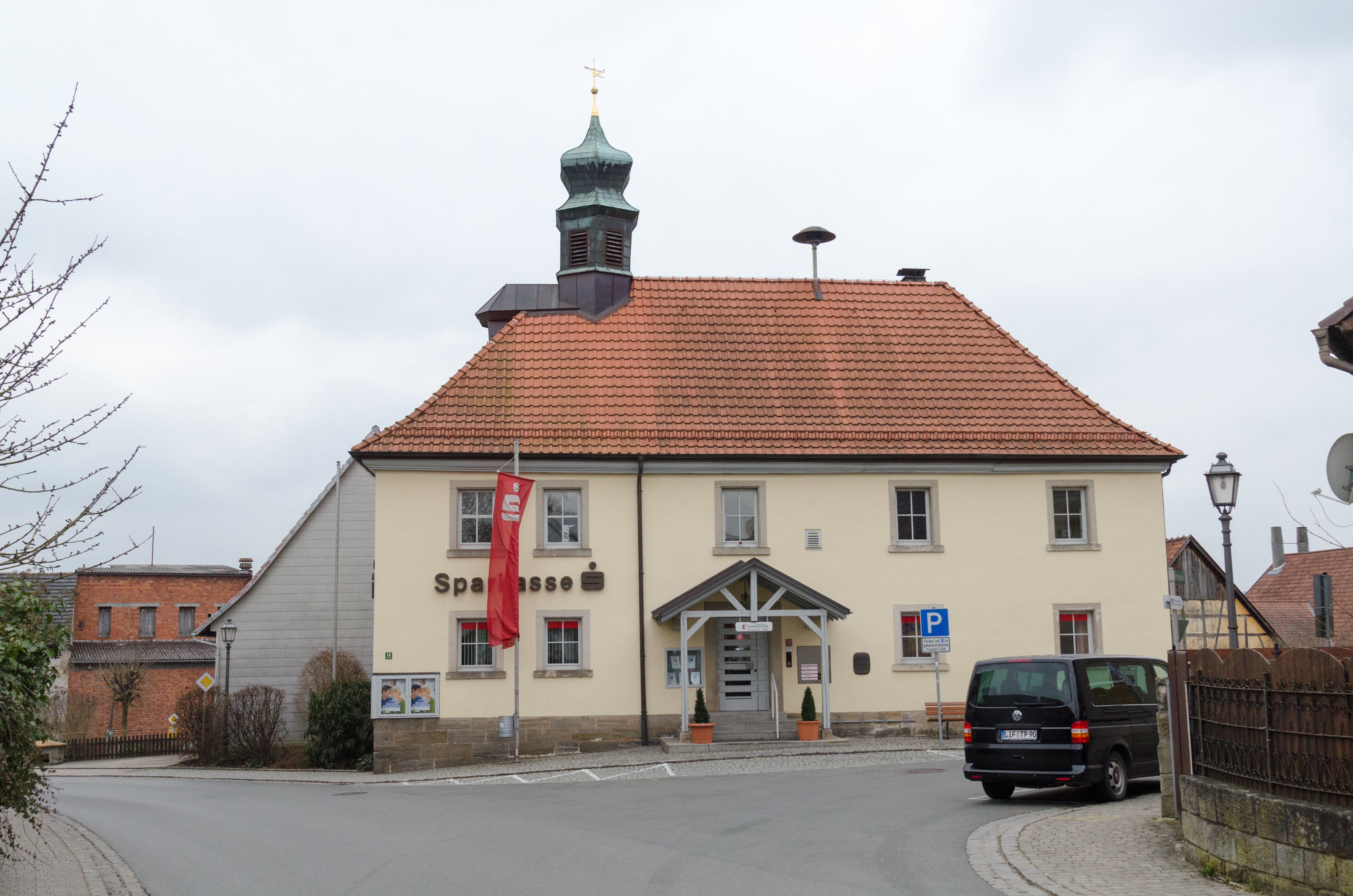
Altes Rathaus

## Mainbrücke

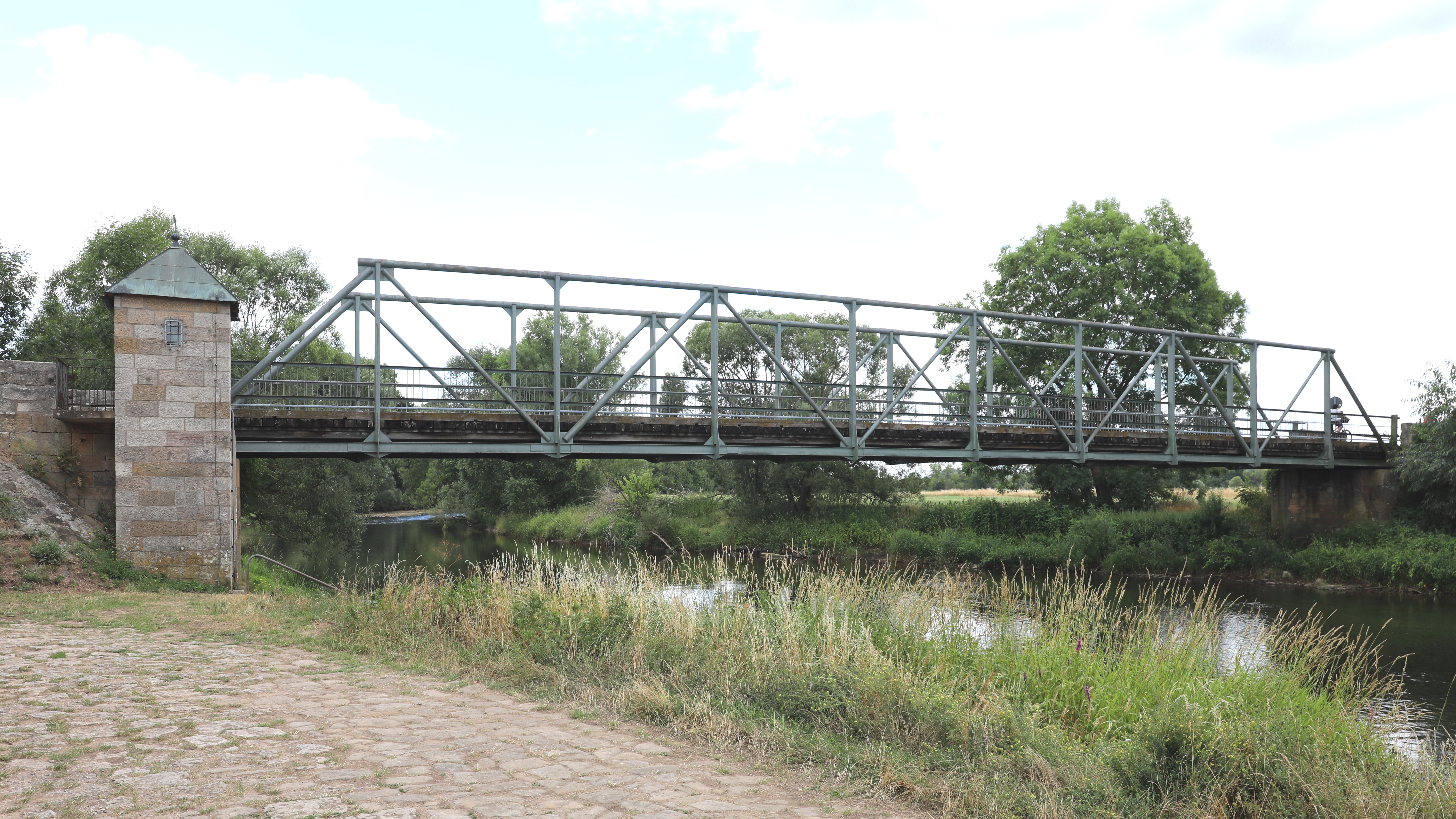
Mainbrücke Schwürbitz

Nach der Eröffnung der Bahnstation Hochstadt an der Ludwigs-Süd-Nord-Bahn im Jahr 1846 ließ die Gemeinde gegen 1851 als Anschluss einen möglichst kurzen Weg zum Bahnhof mit einem Holzsteg über den Main errichten. Im Jahr 1901 erfolgte die Inbetriebnahme einer eisernen Fachwerkbrücke als Ersatz der Holzbrücke. Diese wurde am 9. April 1945 durch deutsche Truppen gesprengt. Im Sommer 1946 war das Bauwerk für rund 50 000 Mark neu errichtet. Im Herbst 2022 wurde die Brücke wegen unzureichender Tragfähigkeit für den motorisierten Verkehr gesperrt. Ein Ersatzneubau ist vorgesehen.